# Rödbrun smygsångare
Rödbrun smygsångare (Locustella mandelli) är en asiatisk fågel i familjen gräsfåglar inom ordningen tättingar.

## Utseende och läte
Rödbrun smygsångare är en medelstor (13-14 cm) kastanjebrun smygsångare. Den varierar i färgstyrka, men verkar oftast mycket mörk, framför allt på vingar och bakre delen av kroppen. Till skillnad från liknande arten brun smygsångare (L. luteoventris) har den bleka spetsar på undre stjärttäckarna och mörk näbb. Bröstet kan vara något fläckat. Sången är ett elektrist upprepat "zree-ut zree-ut zree ut...".

## Utbredning och systematik
Rödbrun smygsångare delas in i två underarter:
- Locustella mandelli mandelli – förekommer i nordöstra Indien, Bhutan, norra och västra Myanmar, södra, centrala Kina, norra Thailand, norra Laos och norra Vietnam
- Locustella mandelli melanorhyncha – häckar i östra Kina och övervintrar i sydöstra Kina

Tidigare behandlades dalatsmygsångaren (Locustella idonea) som underart till rödbrun smygsångare och vissa gör det fortfarande. Fåglar i centrala Kina behandlades tidigare som rödbrun smysångare har beskrivits som en ny art, sichuansmygsångare (L. chengi).

### Släktestillhörighet
Arten placerades tidigare i släktet Bradypterus men DNA-studier visar att de asiatiska medlemmarna av släktet står nära arterna i Locustella och förs därför numera dit.

### Familjetillhörighet
Gräsfåglarna behandlades tidigare som en del av den stora familjen sångare (Sylviidae). Genetiska studier har dock visat att sångarna inte är varandras närmaste släktingar. Istället är de en del av en klad som även omfattar timalior, lärkor, bulbyler, stjärtmesar och svalor. Idag delas därför Sylviidae upp i ett flertal familjer, däribland Locustellidae.

## Levnadssätt
Arten påträffas i buskage, bambusnår, högt gräs, björnbärssnår och liknande. Som dess närmaste släktingar håller den sig mycket dold i vegetation när den födosöker efter insekter. Man vet inte så mycket om dess häckningsbiologi annat än i Khasi Hills, Meghalaya, nordöstra Indien där man observerat tre kullar med fyra ägg var i slutet av maj. Arten är stannfågel, men rör sig till lägre regioner vintertid.

## Status och hot
Arten har ett stort utbredningsområde och en stor population med stabil utveckling och tros inte vara utsatt för något substantiellt hot. Utifrån dessa kriterier kategoriserar internationella naturvårdsunionen IUCN arten som livskraftig (LC), som dock även inkluderar idonea i bedömningen. Världspopulationen har inte uppskattats men den beskrivs rätt tallrik i nordöstra Indien, vanlig i delar av Kina och lokalt vanlig i Sydostasien.

## Namn
Fågelns vetenskapliga artnamn mandelli hedrar Louis H. Mandelli (1833-1880), italiensk teplantageägare i Darjeeling men också ornitolog och samlare av specimen.